# Сатоши Саида
Сатоши Саида (јап. 斎田 悟司) је јапански тенисер у инвалидским колицима и освајач златне медаље на Летњим Параолимпијским играма 2004. (мушки дубл са Шингом Куниједом).
Саида, велики бејзбол ентузијаста у детињству, изгубио је леву ногу због болести. У почетку је са пријатељима играо кошарку у инвалидским колицима. Са четрнаест година имао је прилику да упозна тенис у инвалидским колицима са својим кошаркашким саиграчима на семинару који се одржао у његовом родном граду и започео да тренира и игра овај спорт.
Као такмичар, његове прве Параолимпијске игре биле су Летње параолимпијске игре 1996. у Атланти, САД. На Летњим параолимпијским играма 2000. у Сиднеју, Аустралија, освојио је осмо место. Са Шингом Куниједом учествовао је на Летњим параолимпијским играма 2004. у Атини, Грчка, и победио у мушким дубловима. Њих двојица су се поново такмичили заједно на Играма у Пекингу 2008. и освојили бронзу у дублу.